# Обедень
Обедень, Обедені (рум. Obedeni) — село у повіті Джурджу в Румунії. Входить до складу комуни Букшань.
Село розташоване на відстані 36 км на захід від Бухареста, 55 км на північний захід від Джурджу, 146 км на схід від Крайови, 145 км на південь від Брашова.

## Населення
За даними перепису населення 2002 року у селі проживала 361 особа, усі — румуни. Усі жителі села рідною мовою назвали румунську.